# Cholestan
Cholestan ist ein polycyclischer aliphatischer Kohlenwasserstoff und gehört zu den Grundkörpern der Steroide. Es besteht aus einem tetracyclischen Grundgerüst mit drei anellierten Cyclohexanringen und einem anellierten Cyclopentanring. Es unterscheidet sich vom Gonan durch zwei zusätzliche Methylgruppen und eine verzweigte Octylgruppe.
α-Cholestan ist das trans-Decalin-Homolog von Coprostan. Die Verbindung kommt in mehreren stereoisomeren Formen vor.

## Stereochemie
Cholestan kann in zwei diastereomeren Formen vorliegen, 5α-Cholestan und 5β-Cholestan.

5α-Cholestan
5β-Cholestan

## Vorkommen
5α-Cholestan ist ein Sterol, das endogen aus Cholesterin gebildet wird und aus menschlichem Stuhl isoliert wurde. Es wird vom Cholesterin abgeleitet und entsteht durch die Aktivität von Darmmikroorganismen. Pflanzliche Derivate des 5α-Cholestans werden als Brassinosteroide bezeichnet. Sie aktivieren selektiv den PI3K/Akt-Signalweg.

## Gewinnung und Darstellung
5α-Cholestan und 5β-Cholestan können in einem mehrstufigen Prozess aus Dehydroepiandrosteron synthetisiert werden.

## Verwendung
5α-Cholestan kann als Standard in Cholesterinanalysen mit GC und HPLC verwendet werden.
Cholestan ist neben Ergostan und Stigmastan einer der häufigsten Steroidbiomarker der Aliphatenfraktionen paläozoischer und mesozoischer Sedimente.